# Верхньоосикове
Верхньооси́кове (до 2016 р. — Волода́рського) — селище Іловайської міської громади Донецького району Донецької області, Україна.

## Загальні відомості
Відстань до райцентру становить близько 23 км і проходить автошляхом Т 0509.
Територія селища межує із землями с. Осикове Старобешівського району Донецької області.
Унаслідок російської військової агресії із серпня 2014 р. Верхньоосикове перебуває на території ОРДЛО.

## Населення

### Мова
Розподіл населення за рідною мовою за даними перепису 2001 року:
| Мова            | Кількість | Відсоток |
| --------------- | --------- | -------- |
| російська       | 167       | 68.16%   |
| українська      | 76        | 31.02%   |
| інші/не вказали | 2         | 0.82%    |
| Усього          | 245       | 100%     |

За даними перепису 2001 року населення селища становило 245 осіб, із них 31,02% зазначили рідною мову українську та 68,16% — російську.